# We've Got Christmas
We've Got Christmas – pierwszy studyjny album Tiffany Giardina, amerykańskiej wokalistki. Wydany 6 grudnia 2005 roku nakładem studia 785 Records. Z niej pockodzą 2 single: Sure Don't Feel Like Christmas i Rosie Christmas. 

## Lista Utworów
1. Rosie Christmas 4:23
2. Joy to the World 3:53
3. Sure Don't Feel Like Christmas 3:33
4. Greatest Time of the Year 2:54
5. What Child Is This/Little Drummer 3:03
6. Christmas Melody 4:01
7. The First Noel 3:58
8. Little Hands 4:07
9. We've Got Christmas 3:00
10. Jump Shout (Featured Song) 2:20